# Joaquín Martínez (actor)
Joaquín Martínez (Cozumel, 5 de noviembre de 1930-Utrecht, 3 de enero de 2012) fue un actor de cine, teatro y televisión  mexicano, habitual de películas de wésterns. Fue conocido por papeles protagonista en la película de 1972 Las aventuras de Jeremiah Johnson, en el que interpretaba a un jefe Crow, Pinta Su Camisa Roja y la película de 1972 La venganza de Ulzana, dirigida por Robert Aldrich y protagonizada por Burt Lancaster. Martínez fue a menudo encasillado en papeles que estereotiparon a latinos, nativos norteamericanos y mexicanos, pero con frecuencia cambió y reelaboró sus personajes a través de su actuación, a veces causando tensiones con el director de una producción.
Martínez nació el 5 de noviembre de 1930 en Cozumel, México. Su interés por la actuación lo llevó a estudiar El Método con Seki Sano. Su principal avance profesional se produjo en la película dramática mexicana de 1967 Pedro Páramo, que fue dirigida por Carlos Velo y se estrenó en el Festival de Cannes de ese mismo año. Se mudó a Los Ángeles, California, poco después de realizar Pedro Páramo, donde trabajó como actor de cine, televisión y teatro durante más de treinta años.
En Las aventuras de Jeremiah Johnson, que fue ambientada en el oeste de Estados Unidos poco después de la guerra mexicano-estadounidense, los personajes interpretados por Martínez y Robert Redford entran en conflicto, pero llegan a un entendimiento y a la paz en el final tácito y silencioso de la película. Además de Jeremiah Johnson y de La venganza de Ulzana, ambas estrenadas en 1972, Martínez fue elegido para actuar junto a Anthony Quinn y Kevin Costner en la película de 1990 La venganza, así como la película de 1993 La casa de los espíritus. La aparición de Martínez en La venganza cumplió un sueño desde hace mucho tiempo de trabajar con Anthony Quinn, que también era mexicano.
El director de cine Lee Tamahori lo contrató para la película de James Bond Otro día para morir, debido a su actuación en La venganza de Ulzana. Otro día para morir fue lanzada en 2002.
Martínez apareció a menudo en los wésterns de la televisión, incluyendo las películas para televisión y miniseries como La conquista del Oeste e Ishi: el último de su tribu en 1978. Sus créditos en series de televisión wéstern incluyeron Gunsmoke, Bonanza y El gran chaparral. Los papeles de Martinez en otros géneros de televisión incluidos papeles invitados en Quincy, M.E., Doctor en Alaska, L. A. Law, Marcus Welby, M.D., Dinastía, Ironside y junto a Bill Cosby en The Bill Cosby Show.
La última película de Martínez fue Castingx, una película holandesa de 2005 dirigida por Ad Bol. Vivió en semi jubilación en los Países Bajos desde aproximadamente 2002 o 2003.
Martínez murió de cáncer de páncreas en su casa de Everdingen, Países Bajos, el 3 de enero de 2012, a la edad de 81 años.

## Filmografía
- Pedro Páramo (1967)